# Onthophagus vultur
Onthophagus vultur là một loài bọ cánh cứng trong họ Bọ hung (Scarabaeidae).